# Aspella anceps
Aspella anceps är en snäckart som först beskrevs av Jean-Baptiste Lamarck 1822.  Aspella anceps ingår i släktet Aspella och familjen purpursnäckor. Inga underarter finns listade i Catalogue of Life.